# Deset tygrů z Kuang-tungu
Deset tygrů z Kuang-tungu (čínsky 广东十虎 pchin-jin guǎng dōng shí hǔ, v přepisu do češtiny kuang tung š' chu) je označení deseti mistrů bojových umění, působících v jižní Číně v době pozdní dynastie Čching.
Mezi deset tygrů z Kuang-tungu se řadí:
1. Wang Jin-lin (王隐林, Wáng Yǐnlín)
2. Chuang Čcheng-kche (黄澄可, Huáng Chéngkě)
3. Su Chei-chu (苏黑虎, Sū Hēihǔ)
4. Chuang Čchi-jing (黄麒英, Huáng Qíyīng)
5. Li Žen-čchao (黎仁超, Lí Rénchāo)
6. Su Cchan (苏灿, Sū Càn)
7. Liang Kchun (梁坤, Liáng Kūn)
8. Čchen Čchang-tchaj (陈长泰, Chén Chángtài)
9. Tchan Ťi-ťün (谭济筠, Tán Jìjūn)
10. Cou Tchaj (邹泰, Zōu Tài)

S deseti tygry z Kuang-tungu je spojován i syn Chuang Čchi-jinga, Chuang Fej-chung (黄飞鸿, Huáng Fēihóng), velmistr bojového umění Chung-ťia, nazývaný „tygr po deseti tygrech“.
V roce 1980 byl v Hongkongu natočen o deseti tygrech z Kuang-tungu stejnojmenný film.